# Walter Rosenberg (sculpteur)
Walter Rosenberg, né le 22 août 1882 à Königsberg (province de Prusse-Orientale) et suicidé en avril 1945 à Königsberg, est un sculpteur allemand.

## Biographie
Rosenberg naît à Königsberg dans une famille prussienne luthérienne. Il étudie de 1899 à 1902 à l’académie des arts de cette ville et devient au bout de trois ans Meisterschüler (premier assistant) de Friedrich Reusch. Il voyage en France et en Italie, puis s’installe définitivement dans sa ville natale.
Il devient rapidement un sculpteur renommé, grâce aux statues et monuments que la ville et la bourgeoisie locale lui commandent, et grâce aux commandes d’autres villes de Prusse.
Il se suicide après l’arrivée des troupes soviétiques à Königsberg.

## Quelques œuvres
- Friedland (Prusse-Orientale) :

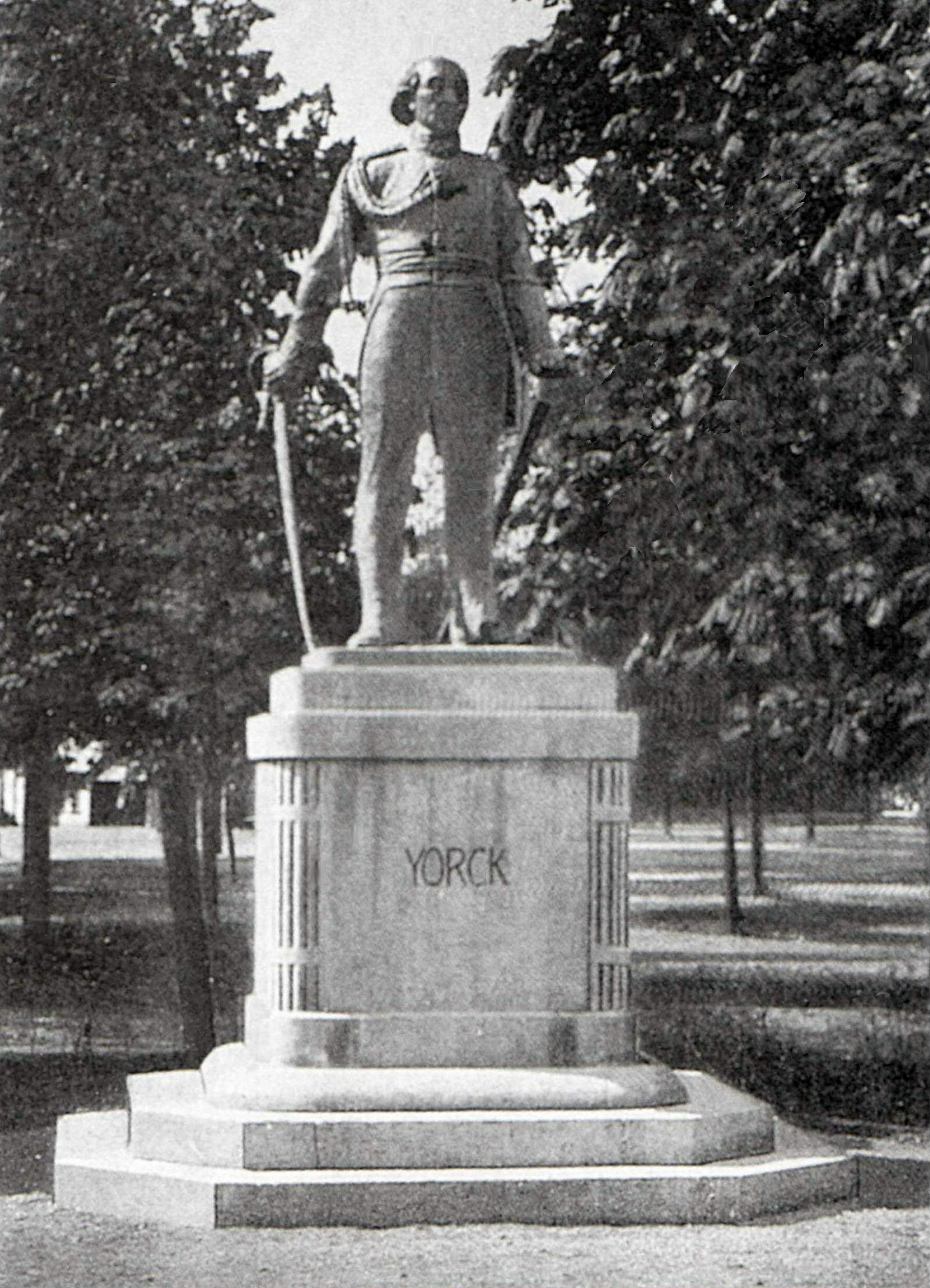
Statue de Ludwig Yorck von Wartenburg à Königsberg (aujourd’hui disparue).

  - Statue de Charles de Trèves (1929), sur la façade de l’hôtel de ville
  - Statue du duc Albert de Prusse, sur la façade de l’hôtel de ville
  - Statue de Roland, sous les traits du maréchal von Hindenburg, sur la façade de l’hôtel de ville
- Kreuz am Ostbahn (Poméranie) : monuments aux morts de 1914-1918
- Marienbourg (Prusse-Occidentale) : la fontaine Schützenbrunnen (1925)
- Mehlsack (Prusse-Orientale) : monuments aux morts de 1914-1918 (1924)
- Königsberg (Prusse-Orientale) :
  - Bustes de Frey et Heidemann (de), à l’hôtel de ville de Kneiphof (de)
  - La Fontaine du chevalier, du côté sud du château de Königsberg (1903)
  - Bas-relief d'Hermann Claaß (de), au zoo de Königsberg
  - La Paix, groupe allégorique sur le monument de Bismarck conçu par Friedrich Reusch (1901)
  - Statue de Ludwig Yorck von Wartenburg, à la Walter-Simon-Platz (1913)
- Labiau (Prusse-Orientale) :
  - Statue du commandeur von Schindekopp, sur la façade de l’hôtel de ville (1930)
  - Statue du bourgmestre von Nettelhorst, sur la façade de l’hôtel de ville
  - Statue du grand-électeur Frédéric-Guillaume de Brandebourg, sur la façade de l’hôtel de ville
  - Statue du maréchal von Hindenburg, sur la façade de l’hôtel de ville
- Ortelsburg (Prusse-Orientale) :
  - Monument aux morts de 14-18 du 1er bataillon de chasseurs à pied, au château (1924)
- Porschken (de), près d’Eylau (Prusse-Orientale) : monument aux morts de 14-18 (1927)
- Tapiau (Prusse-Orientale) : monument aux morts de 14-18, ou fontaine du marché